# الحجر (حفاش)

تعديل مصدري - تعديل

الحجر هي إحدى قرى بمديرية حفاش التابعة لمحافظة المحويت، بلغ تعداد سكانها 260 نسمة حسب تعداد اليمن لعام 2004.